# Mondouzil
Mondouzil est une commune française située dans le nord-est du département de la Haute-Garonne en région Occitanie.
Sur le plan historique et culturel, la commune est dans le Pays toulousain, qui s’étend autour de Toulouse le long de la vallée de la Garonne, bordé à l’ouest par les coteaux du Savès, à l’est par ceux du Lauragais et au sud par ceux de la vallée de l’ Ariège et du Volvestre. Exposée à un climat océanique altéré, elle est drainée par la Sausse, le ruisseau de Gazel et par deux autres cours d'eau. La commune possède un patrimoine naturel remarquable composé d'une zone naturelle d'intérêt écologique, faunistique et floristique.
Mondouzil est une commune rurale qui compte 213 habitants en 2022, après avoir connu une forte hausse de la population depuis 1975. Elle appartient à l'unité urbaine de Toulouse et fait partie de l'aire d'attraction de Toulouse. Ses habitants sont appelés les Mondouziliens ou  Mondouziliennes.

## Géographie

### Localisation
La commune de Mondouzil se trouve dans le département de la Haute-Garonne, en région Occitanie.
Elle se situe à 10 km à vol d'oiseau de Toulouse, préfecture du département
La commune fait en outre partie du bassin de vie de Toulouse.
Les communes les plus proches sont : 
Beaupuy (1,5 km), Pin-Balma (2,0 km), Montrabé (2,7 km), Mons (2,9 km), Lavalette (3,2 km), Rouffiac-Tolosan (4,2 km), Flourens (4,3 km), Saint-Marcel-Paulel (5,0 km).
Sur le plan historique et culturel, Mondouzil fait partie du pays toulousain, une ceinture de plaines fertiles entrecoupées de bosquets d'arbres, aux molles collines semées de fermes en briques roses, inéluctablement grignotée par l'urbanisme des banlieues.
Mondouzil est limitrophe de cinq autres communes.
Les communes limitrophes sont  Beaupuy, Lavalette, Mons, Montrabé et Pin-Balma.
| Montrabé  | Beaupuy   |           |
| Pin-Balma | Mondouzil | Lavalette |
|           | Mons      |           |

### Géologie et relief
La superficie de la commune est de 409 hectares ; son altitude varie de 155  à   231 mètres.

### Hydrographie

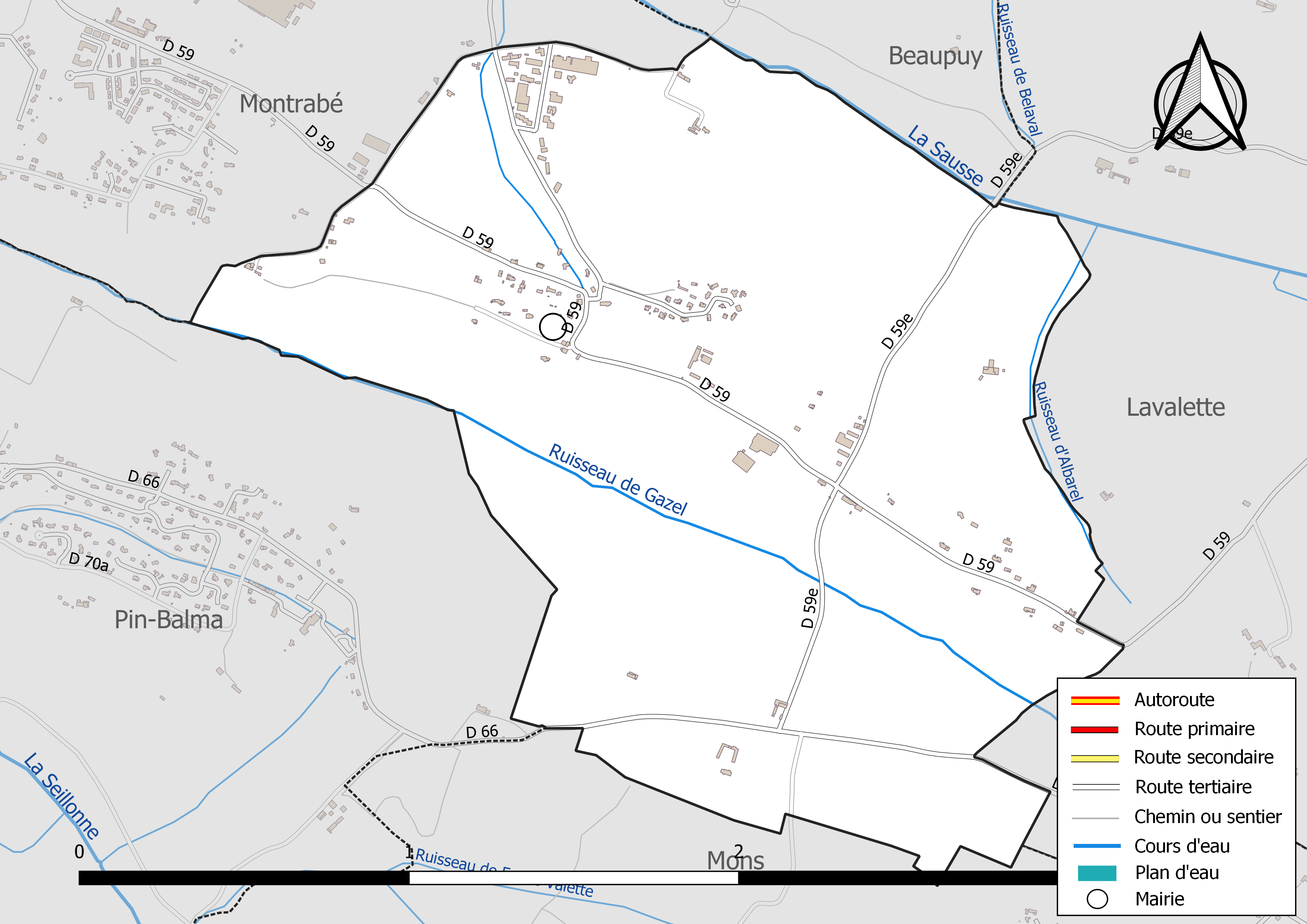
Réseaux hydrographique et routier de Mondouzil.

La commune est dans le bassin de la Garonne, au sein du bassin hydrographique Adour-Garonne. Elle est drainée par la Sausse, le ruisseau de Gazel, le ruisseau d'Albarel et par un petit cours d'eau, constituant un réseau hydrographique de 4 km de longueur totale,.
La Sausse, d'une longueur totale de 22,1 km, prend sa source dans la commune de Lanta et s'écoule du sud-est vers le nord-ouest. Elle traverse la commune et se jette dans l'Hers-Mort à Toulouse, après avoir traversé 11 communes.

### Climat
Pour des articles plus généraux, voir Climat de l'Occitanie et Climat de la Haute-Garonne.
En 2010, le climat de la commune est de type climat du Bassin du Sud-Ouest, selon une étude s'appuyant sur une série de données couvrant la période 1971-2000. En 2020, Météo-France publie une typologie des climats de la France métropolitaine dans laquelle la commune est exposée à un climat océanique altéré et est dans la région climatique Aquitaine, Gascogne, caractérisée par une pluviométrie abondante au printemps, modérée en automne, un faible ensoleillement au printemps, un été chaud (19,5 °C), des vents faibles, des brouillards fréquents en automne et en hiver et des orages fréquents en été (15 à 20 jours).
Pour la période 1971-2000, la température annuelle moyenne est de 13,1 °C, avec une amplitude thermique annuelle de 16,2 °C. Le cumul annuel moyen de précipitations est de 733 mm, avec 9,8 jours de précipitations en janvier et 5,3 jours en juillet. Pour la période 1991-2020, la température moyenne annuelle observée sur la station météorologique la plus proche, située sur la commune de Blagnac à 13 km à vol d'oiseau, est de 14,2 °C et le cumul annuel moyen de précipitations est de 627,0 mm,. Pour l'avenir, les paramètres climatiques de la commune estimés pour 2050 selon différents scénarios d’émission de gaz à effet de serre sont consultables sur un site dédié publié par Météo-France en novembre 2022.

### Milieux naturels et biodiversité

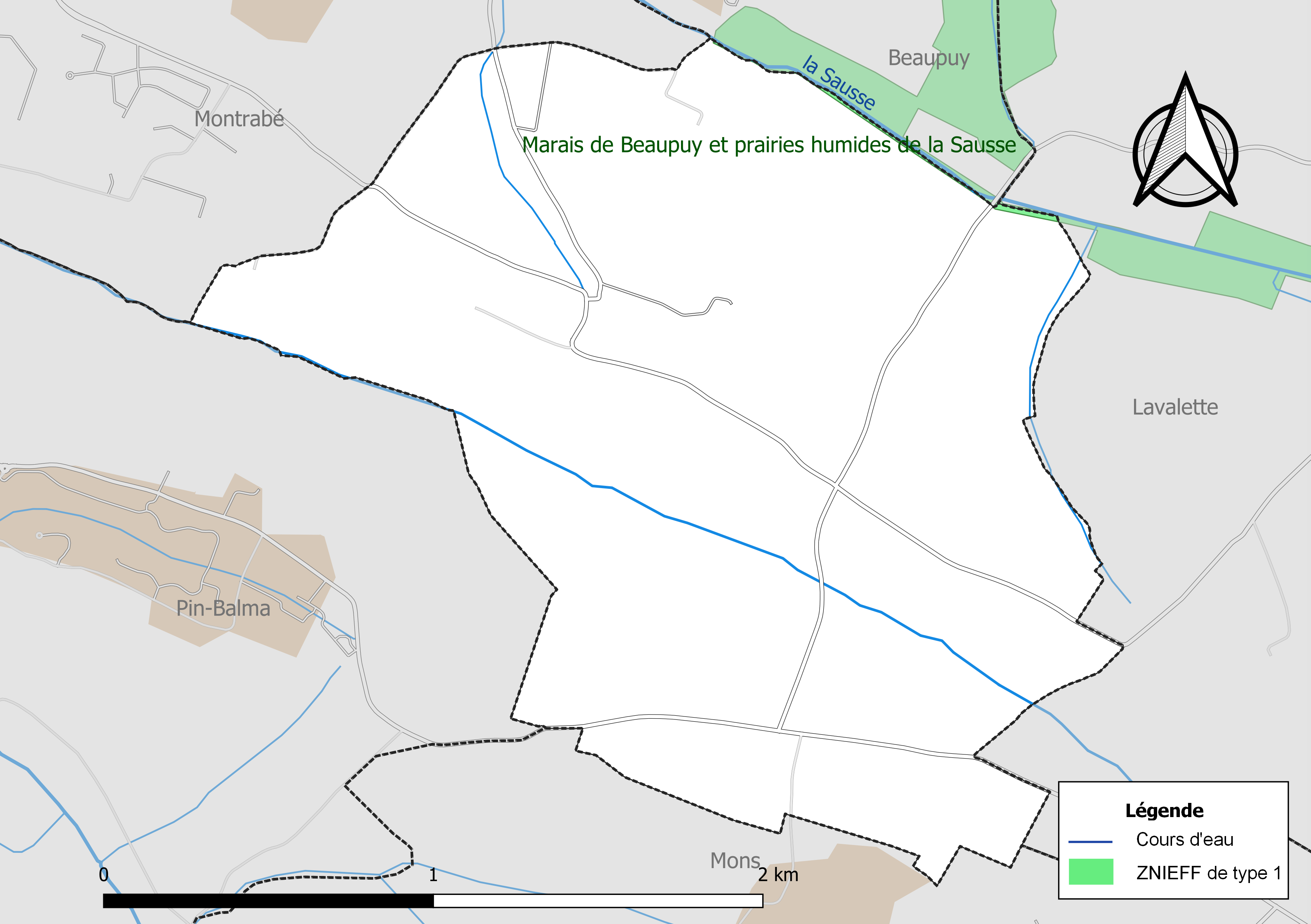
Carte de la ZNIEFF de type 1 localisée sur la commune.

L’inventaire des zones naturelles d'intérêt écologique, faunistique et floristique (ZNIEFF) a pour objectif de réaliser une couverture des zones les plus intéressantes sur le plan écologique, essentiellement dans la perspective d’améliorer la connaissance du patrimoine naturel national et de fournir aux différents décideurs un outil d’aide à la prise en compte de l’environnement dans l’aménagement du territoire.
Une ZNIEFF de type 1 est recensée sur la commune :
le « marais de Beaupuy et prairies humides de la Sausse » (45 ha), couvrant 3 communes du département.

## Urbanisme

### Typologie
Au 1er janvier 2024, Mondouzil est catégorisée commune rurale à habitat dispersé, selon la nouvelle grille communale de densité à sept niveaux définie par l'Insee en 2022.
Elle appartient à l'unité urbaine de Toulouse, une agglomération inter-départementale regroupant 81  communes, dont elle est une commune de la banlieue,,. Par ailleurs la commune fait partie de l'aire d'attraction de Toulouse, dont elle est une commune de la couronne,. Cette aire, qui regroupe 527 communes, est catégorisée dans les aires de 700 000 habitants ou plus (hors Paris),.

### Occupation des sols
L'occupation des sols de la commune, telle qu'elle ressort de la base de données européenne d’occupation biophysique des sols Corine Land Cover (CLC), est marquée par l'importance des territoires agricoles (89,1 % en 2018), une proportion sensiblement équivalente à celle de 1990 (89,2 %). La répartition détaillée en 2018 est la suivante : 
terres arables (89,1 %), forêts (10,9 %). L'évolution de l’occupation des sols de la commune et de ses infrastructures peut être observée sur les différentes représentations cartographiques du territoire : la carte de Cassini (XVIIIe siècle), la carte d'état-major (1820-1866) et les cartes ou photos aériennes de l'IGN pour la période actuelle (1950 à aujourd'hui).

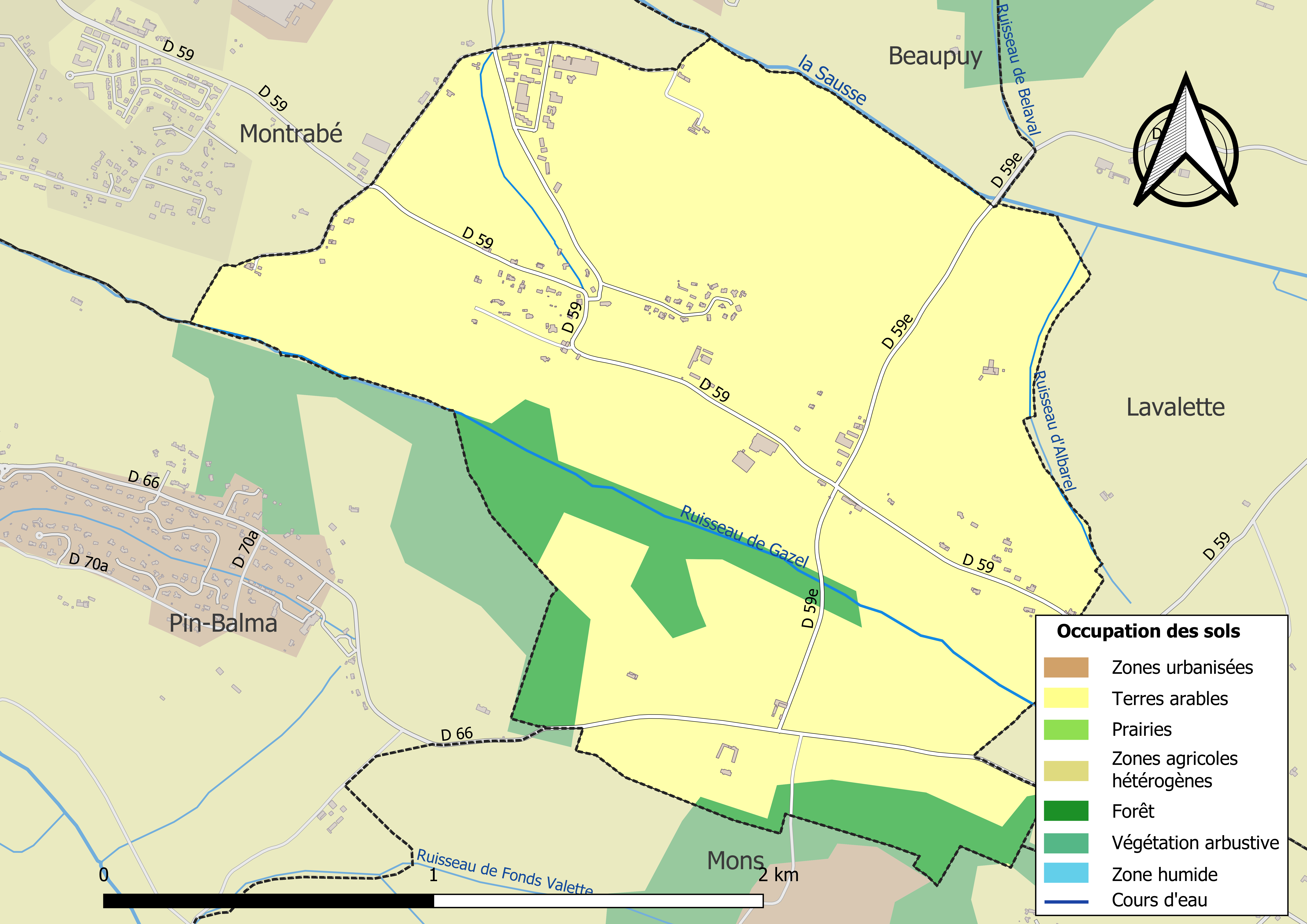
Carte des infrastructures et de l'occupation des sols de la commune en 2018 (CLC).

### Voies de communication et transports
La ligne 101 du réseau Tisséo relie la ZA Les Landes et l'église de la commune à la station Balma - Gramont du métro de Toulouse, et le TAD 106 permet une desserte en soirée de la commune depuis la station Balma - Gramont également.

### Risques majeurs
Le territoire de la commune de Mondouzil est vulnérable à différents aléas naturels : météorologiques (tempête, orage, neige, grand froid, canicule ou sécheresse), inondations et séisme (sismicité très faible). Il est également exposé à un risque technologique,  et  le risque industriel. Un site publié par le BRGM permet d'évaluer simplement et rapidement les risques d'un bien localisé soit par son adresse soit par le numéro de sa parcelle.

#### Risques naturels
Certaines parties du territoire communal sont susceptibles d’être affectées par le risque d’inondation par débordement de cours d'eau, notamment la Sausse. La commune a été reconnue en état de catastrophe naturelle au titre des dommages causés par les inondations et coulées de boue survenues en 1982, 1999 et 2009,.

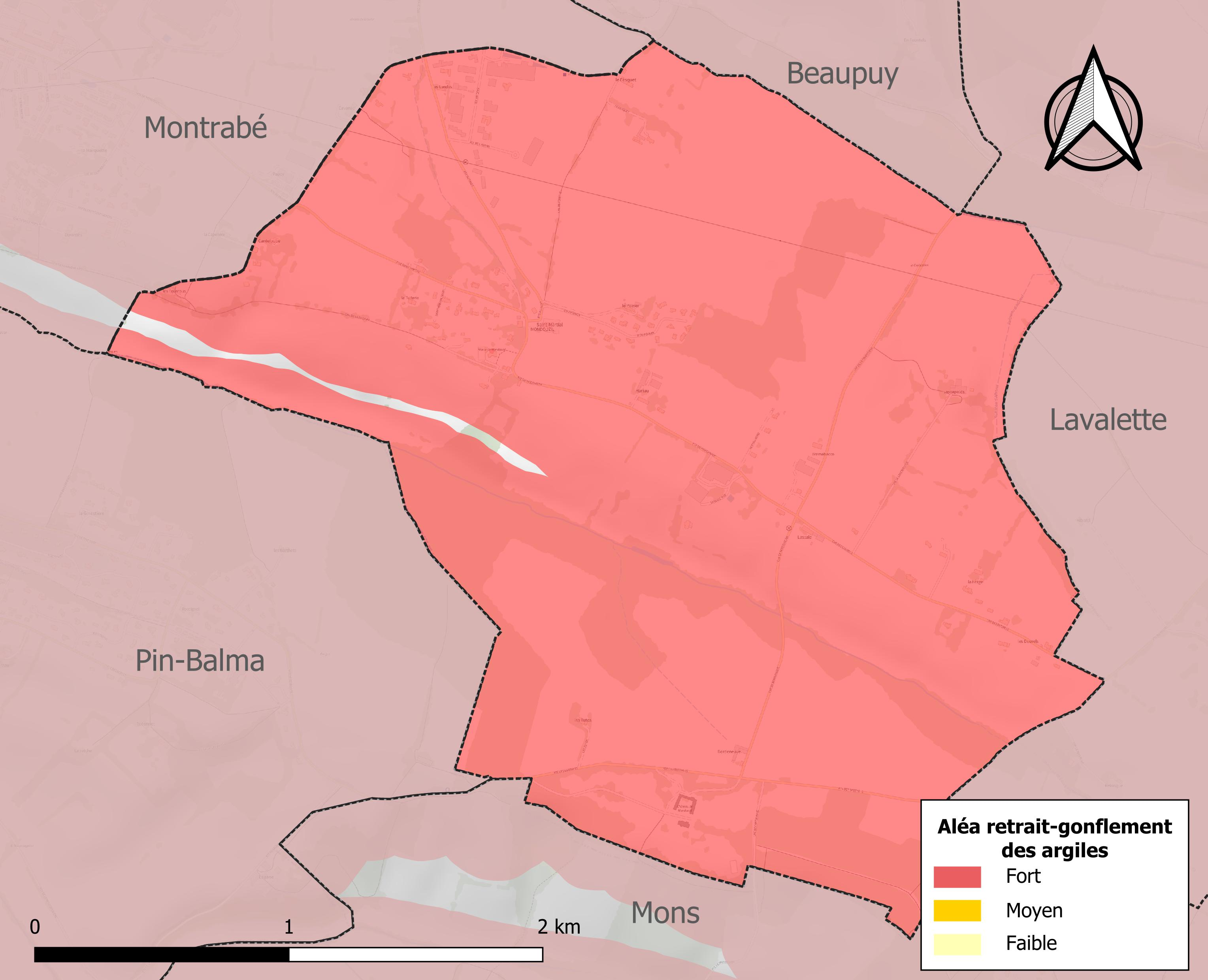
Carte des zones d'aléa retrait-gonflement des sols argileux de Mondouzil.

Le retrait-gonflement des sols argileux est susceptible d'engendrer des dommages importants aux bâtiments en cas d’alternance de périodes de sécheresse et de pluie. 99,1 % de la superficie communale est en aléa moyen ou fort (88,8 % au niveau départemental et 48,5 % au niveau national). Sur les 84 bâtiments dénombrés sur la commune en 2019, 84 sont en aléa moyen ou fort, soit 100 %, à comparer aux 98 % au niveau départemental et 54 % au niveau national. Une cartographie de l'exposition du territoire national au retrait gonflement des sols argileux est disponible sur le site du BRGM,.
Par ailleurs, afin de mieux appréhender le risque d’affaissement de terrain, l'inventaire national des cavités souterraines permet de localiser celles situées sur la commune.
Concernant les mouvements de terrains, la commune a été reconnue en état de catastrophe naturelle au titre des dommages causés par la sécheresse en 1989, 2002 et 2020 et par des mouvements de terrain en 1999.

#### Risques technologiques
La commune est exposée au risque industriel du fait de la présence sur son territoire d'une entreprise soumise à la directive européenne SEVESO.

## Politique et administration

### Administration municipale
Le nombre d'habitants au recensement de 2017 étant compris entre 100 habitants et 499 habitants, le nombre de membres du conseil municipal pour l'élection de 2020 est de onze,.

### Rattachements administratifs et électoraux
Commune faisant partie de la troisième circonscription de la Haute-Garonne du Toulouse Métropole et du canton de Toulouse-10 (avant le redécoupage départemental de 2014, Mondouzil faisait partie de l'ex-canton de Toulouse-8).

### Liste des maires
| Période                                  | Période   | Identité          | Étiquette | Qualité                                                     |
| ---------------------------------------- | --------- | ----------------- | --------- | ----------------------------------------------------------- |
| Les données manquantes sont à compléter. |           |                   |           |                                                             |
| 1892                                     | 1894      | Salvy Caussé      |           |                                                             |
| 1894                                     | 1899      | Pierre Tournier   |           |                                                             |
| 1899                                     | 1907      | Henry d'Adhémar   |           | Comte                                                       |
| 1908                                     | 1915      | Jean-Pierre Antic |           |                                                             |
| 1915                                     | 1919      | Antoine Durand    |           |                                                             |
| 1919                                     | 1929      | Jean-Pierre Antic |           |                                                             |
| 1929                                     | 1962      | Louis d'Advizard  |           | Marquis                                                     |
| 1962                                     | 1977      | Charles d'Adhémar |           |                                                             |
| 1977                                     | juin 1995 | Maurice Lenfant   |           |                                                             |
| juin 1995                                | En cours  | Robert Médina     | DVD       | Retraité 14e vice-président de Toulouse Métropole (2020 → ) |

## Population et société

### Démographie
L'évolution du nombre d'habitants est connue à travers les recensements de la population effectués dans la commune depuis 1793. Pour les communes de moins de 10 000 habitants, une enquête de recensement portant sur toute la population est réalisée tous les cinq ans, les populations de référence des années intermédiaires étant quant à elles estimées par interpolation ou extrapolation. Pour la commune, le premier recensement exhaustif entrant dans le cadre du nouveau dispositif a été réalisé en 2005.

En 2022, la commune comptait 213 habitants, en évolution de −10,13 % par rapport à 2016 (Haute-Garonne : +8,02 %, France hors Mayotte : +2,11 %).
| 1793 | 1800 | 1806 | 1821 | 1831 | 1836 | 1841 | 1846 | 1851 |
| ---- | ---- | ---- | ---- | ---- | ---- | ---- | ---- | ---- |
| 132  | 133  | 176  | 186  | 179  | 165  | 176  | 185  | 191  |

| 1856 | 1861 | 1866 | 1872 | 1876 | 1881 | 1886 | 1891 | 1896 |
| ---- | ---- | ---- | ---- | ---- | ---- | ---- | ---- | ---- |
| 163  | 152  | 166  | 146  | 145  | 136  | 132  | 162  | 146  |

| 1901 | 1906 | 1911 | 1921 | 1926 | 1931 | 1936 | 1946 | 1954 |
| ---- | ---- | ---- | ---- | ---- | ---- | ---- | ---- | ---- |
| 155  | 137  | 131  | 130  | 131  | 111  | 106  | 117  | 107  |

| 1962 | 1968 | 1975 | 1982 | 1990 | 1999 | 2005 | 2006 | 2010 |
| ---- | ---- | ---- | ---- | ---- | ---- | ---- | ---- | ---- |
| 118  | 119  | 119  | 126  | 137  | 218  | 219  | 219  | 239  |

| 2015 | 2020 | 2022 | - | - | - | - | - | - |
| ---- | ---- | ---- | - | - | - | - | - | - |
| 236  | 219  | 213  | - | - | - | - | - | - |

| selon la population municipale des années : | 1968 | 1975 | 1982 | 1990 | 1999 | 2006 | 2009 | 2013 |
| Rang de la commune dans le département      | 489  | 453  | 455  | 400  | 312  | 358  | 356  | 355  |
| Nombre de communes du département           | 592  | 582  | 586  | 588  | 588  | 588  | 589  | 589  |

### Enseignement
Mondouzil fait partie de l'académie de Toulouse.

### Culture et festivité
Médiathèque, atelier cirque.

### Activités sportives
Chasse, pétanque, tennis.

### Écologie et recyclage
La collecte et le traitement des déchets des ménages et des déchets assimilés ainsi que la protection et la mise en valeur de l'environnement se font dans le cadre de la métropole de Toulouse Métropole.

## Économie

### Revenus
En 2018  (données Insee publiées en septembre 2021), la commune compte 88 ménages fiscaux, regroupant 236 personnes. La médiane du revenu disponible par unité de consommation est de 29 130 € (23 140 € dans le département).

### Emploi
|                | 2008  | 2013  | 2018  |
| -------------- | ----- | ----- | ----- |
| Commune        | 3,5 % | 3,2 % | 2,9 % |
| Département    | 7,7 % | 9,6 % | 9,3 % |
| France entière | 8,3 % | 10 %  | 10 %  |

En 2018, la population âgée de 15 à 64 ans s'élève à 147 personnes, parmi lesquelles on compte 76,4 % d'actifs (73,6 % ayant un emploi et 2,9 % de chômeurs) et 23,6 % d'inactifs,. Depuis 2008, le taux de chômage communal (au sens du recensement) des 15-64 ans est inférieur à celui de la France et du département.
La commune fait partie de la couronne de l'aire d'attraction de Toulouse, du fait qu'au moins 15 % des actifs travaillent dans le pôle,. Elle compte 204 emplois en 2018, contre 202 en 2013 et 191 en 2008. Le nombre d'actifs ayant un emploi résidant dans la commune est de 113, soit un indicateur de concentration d'emploi de 179,5 % et un taux d'activité parmi les 15 ans ou plus de 58,4 %.
Sur ces 113 actifs de 15 ans ou plus ayant un emploi, 9 travaillent dans la commune, soit 8 % des habitants. Pour se rendre au travail, 87,9 % des habitants utilisent un véhicule personnel ou de fonction à quatre roues, 7,5 % les transports en commun, 2,8 % s'y rendent en deux-roues, à vélo ou à pied et 1,9 % n'ont pas besoin de transport (travail au domicile).

### Activités hors agriculture
49 établissements sont implantés  à Mondouzil au 31 décembre 2019. Le tableau ci-dessous en détaille le nombre par secteur d'activité et compare les ratios avec ceux du département,.
| Secteur d'activité                                                                                        | Commune | Commune | Département |
| Secteur d'activité                                                                                        | Nombre  | %       | %           |
| --- | ------- | ------- | ----------- |
| Ensemble                                                                                                  | 49      | 100 %   | (100 %)     |
| Industrie manufacturière, industries extractives et autres                                                | 3       | 6,1 %   | (5,7 %)     |
| Construction                                                                                              | 15      | 30,6 %  | (12 %)      |
| Commerce de gros et de détail, transports, hébergement et restauration                                    | 7       | 14,3 %  | (25,9 %)    |
| Information et communication                                                                              | 2       | 4,1 %   | (4,1 %)     |
| Activités financières et d'assurance                                                                      | 4       | 8,2 %   | (3,8 %)     |
| Activités immobilières                                                                                    | 3       | 6,1 %   | (4,2 %)     |
| Activités spécialisées, scientifiques et techniques et activités de services administratifs et de soutien | 12      | 24,5 %  | (19,8 %)    |
| Administration publique, enseignement, santé humaine et action sociale                                    | 2       | 4,1 %   | (16,6 %)    |
| Autres activités de services                                                                              | 1       | 2 %     | (7,9 %)     |

Le secteur de la construction est prépondérant sur la commune puisqu'il représente 30,6 % du nombre total d'établissements de la commune (15 sur les 49 entreprises implantées  à Mondouzil), contre 12 % au niveau départemental.

### Agriculture
|               | 1988 | 2000 | 2010 | 2020 |
| ------------- | ---- | ---- | ---- | ---- |
| Exploitations | 3    | 4    | 4    | 5    |
| SAU (ha)      | 146  | 421  | 457  | 687  |

La commune est dans le Lauragais, une petite région agricole occupant le nord-est du département de la Haute-Garonne, dont les coteaux portent des grandes cultures en sec avec une dominante blé dur et tournesol. En 2020, l'orientation technico-économique de l'agriculture  sur la commune est la culture de céréales et/ou d'oléoprotéagineuses. Cinq exploitations agricoles ayant leur siège dans la commune sont dénombrées lors du recensement agricole de 2020 (trois en 1988). La superficie agricole utilisée est de 687 ha,,.

## Culture locale et patrimoine

### Lieux et monuments
- Église Saint-Martial, église à clocher mur.

### Personnalités liées à la commune
- Henry-Herbert Crooks

## Pour approfondir

#### Site de l'Insee
1. 1 2 3 4  Insee, « Métadonnées de la commune de Mondouzil ».
2. ↑  « La grille communale de densité », sur insee,fr, 28 mai 2024 (consulté le 27 juin 2024).
3. ↑  « Unité urbaine 2020 de Toulouse », sur insee.fr (consulté le 27 juin 2024).
4. ↑  « Liste des communes composant l'aire d'attraction de Toulouse », sur insee.fr (consulté le 27 juin 2024).
5. ↑  Marie-Pierre de Bellefon, Pascal Eusebio, Jocelyn Forest, Olivier Pégaz-Blanc et Raymond Warnod (Insee), « En France, neuf personnes sur dix vivent dans l’aire d’attraction d’une ville », sur insee.fr, 21 octobre 2020 (consulté le 27 juin 2024).
6. ↑  « REV T1 - Ménages fiscaux de l'année 2018 à Mondouzil » (consulté le 2 février 2022).
7. ↑  « REV T1 - Ménages fiscaux de l'année 2018 dans la Haute-Garonne » (consulté le 2 février 2022).
8. 1 2  « Emp T1 - Population de 15 à 64 ans par type d'activité en 2018 à Mondouzil » (consulté le 2 février 2022).
9. ↑  « Emp T1 - Population de 15 à 64 ans par type d'activité en 2018 dans la Haute-Garonne » (consulté le 2 février 2022).
10. ↑  « Emp T1 - Population de 15 à 64 ans par type d'activité en 2018 dans la France entière » (consulté le 2 février 2022).
11. ↑  « Base des aires d'attraction des villes 2020 », sur site de l'Insee (consulté le 10 avril 2021).
12. ↑  « Emp T5 - Emploi et activité en 2018 à Mondouzil » (consulté le 2 février 2022).
13. ↑  « ACT T4 - Lieu de travail des actifs de 15 ans ou plus ayant un emploi qui résident dans la commune en 2018 » (consulté le 2 février 2022).
14. ↑  « ACT G2 - Part des moyens de transport utilisés pour se rendre au travail en 2018 » (consulté le 2 février 2022).
15. ↑  « DEN T5 - Nombre d'établissements par secteur d'activité au 31 décembre 2019 à Mondouzil » (consulté le 12 février 2022).
16. ↑  « DEN T5 - Nombre d'établissements par secteur d'activité au 31 décembre 2019 dans la Haute-Garonne » (consulté le 12 février 2022).

#### Autres sources
1. ↑  Stephan Georg, « Distance entre Mondouzil et Toulouse », sur fr.distance.to (consulté le 24 août 2021).
2. ↑  « Communes les plus proches de Mondouzil », sur villorama.com (consulté le 24 août 2021).
3. ↑  Frédéric Zégierman, Le guide des pays de France - Sud, Paris, Fayard, avril 1999 (ISBN 2-213-59961-0), p. 378-379.
4. ↑  Carte IGN sous Géoportail
5. ↑  Répertoire géographique des communes, publié par l'Institut national de l'information géographique et forestière, [lire en ligne].
6. ↑  « Le réseau hydrographique du bassin Adour-Garonne. » [PDF], sur draaf.occitanie.agriculture.gouv.fr (consulté le 5 novembre 2021).
7. ↑  « Fiche communale de Mondouzil », sur le système d'information pour la gestion des eaux souterraines en Occitanie (consulté le 5 novembre 2021).
8. ↑  Sandre, « la Sausse »
9. 1 2  Daniel Joly, Thierry Brossard, Hervé Cardot, Jean Cavailhes, Mohamed Hilal et Pierre Wavresky, « Les types de climats en France, une construction spatiale », Cybergéo, revue européenne de géographie - European Journal of Geography, no 501,‎ 18 juin 2010 (DOI 10.4000/cybergeo.23155, lire en ligne, consulté le 21 novembre 2023)
10. ↑  « Zonages climatiques en France métropolitaine. », sur pluiesextremes.meteo.fr (consulté le 21 novembre 2023).
11. ↑  « Orthodromie entre Mondouzil et Blagnac », sur fr.distance.to (consulté le 21 novembre 2023).
12. ↑  « Station Météo-France « Toulouse-Blagnac » (commune de Blagnac) - fiche climatologique - période 1991-2020 », sur donneespubliques.meteofrance.fr (consulté le 21 novembre 2023).
13. ↑  « Station Météo-France « Toulouse-Blagnac » (commune de Blagnac) - fiche de métadonnées. », sur donneespubliques.meteofrance.fr (consulté le 21 novembre 2023).
14. ↑  « Climadiag Commune : diagnostiquez les enjeux climatiques de votre collectivité. », sur meteofrance.fr, novembre 2022 (consulté le 21 novembre 2023).
15. ↑  « Liste des ZNIEFF de la commune de Mondouzil », sur le site de l'Inventaire national du patrimoine naturel (consulté le 29 août 2021).
16. ↑  « ZNIEFF le « marais de Beaupuy et prairies humides de la Sausse » - fiche descriptive », sur le site de l'inventaire national du patrimoine naturel (consulté le 29 août 2021).
17. ↑  « CORINE Land Cover (CLC) - Répartition des superficies en 15 postes d'occupation des sols (métropole). », sur le site des données et études statistiques du ministère de la Transition écologique. (consulté le 14 avril 2021).
18. 1 2 3  « Les risques près de chez moi - commune de Mondouzil », sur Géorisques (consulté le 17 octobre 2022).
19. ↑  BRGM, « Évaluez simplement et rapidement les risques de votre bien », sur Géorisques (consulté le 10 septembre 2022).
20. ↑  « Dossier départemental des risques majeurs dans la Haute-Garonne », sur haute-garonne.gouv.fr (consulté le 10 septembre 2022), partie 1 -  chapitre Risque inondation.
21. ↑  « Retrait-gonflement des argiles », sur le site de l'observatoire national des risques naturels (consulté le 10 septembre 2022).
22. ↑  « Liste des cavités souterraines localisées sur la commune de Mondouzil », sur georisques.gouv.fr (consulté le 10 septembre 2022).
23. ↑  « Dossier départemental des risques majeurs dans la Haute-Garonne », sur haute-garonne.gouv.fr (consulté le 10 septembre 2022), chapitre Risque industriel.
24. ↑  art L. 2121-2 du code général des collectivités territoriales.
25. ↑  https://elections.interieur.gouv.fr/municipales-2020/031/031352.html
26. ↑  L'organisation du recensement, sur insee.fr.
27. ↑  Calendrier départemental des recensements, sur insee.fr.
28. ↑  Des villages de Cassini aux communes d'aujourd'hui sur le site de l'École des hautes études en sciences sociales.
29. ↑  Fiches Insee - Populations de référence de la commune pour les années 2006, 2007, 2008, 2009, 2010, 2011, 2012, 2013, 2014, 2015, 2016, 2017, 2018, 2019, 2020, 2021 et 2022.
30. 1 2 3 4 5  INSEE, « Population selon le sexe et l'âge quinquennal de 1968 à 2012 (1990 à 2012 pour les DOM) », sur insee.fr, 15 octobre 2015 (consulté le 10 janvier 2016).
31. ↑  INSEE, « Populations légales 2006 des départements et des collectivités d'outre-mer », sur insee.fr, 1er janvier 2009 (consulté le 8 janvier 2016).
32. ↑  INSEE, « Populations légales 2009 des départements et des collectivités d'outre-mer », sur insee.fr, 1er janvier 2012 (consulté le 8 janvier 2016).
33. ↑  INSEE, « Populations légales 2013 des départements et des collectivités d'outre-mer », sur insee.fr, 1er janvier 2016 (consulté le 8 janvier 2016).
34. ↑  http://www.toulouse-metropole.fr/missions/dechets-proprete
35. ↑  « Les régions agricoles (RA), petites régions agricoles(PRA) - Année de référence : 2017 », sur agreste.agriculture.gouv.fr (consulté le 12 février 2022).
36. ↑  Présentation des premiers résultats du recensement agricole 2020, Ministère de l’agriculture et de l’alimentation, 10 décembre 2021
37. ↑  « Fiche de recensement agricole - Exploitations ayant leur siège dans la commune de Mondouzil - Données générales », sur recensement-agricole.agriculture.gouv.fr (consulté le 12 février 2022).